# ТРК «Люкс»
ТРК «Люкс» (Телерадиокомпания «Люкс») — украинский медиа-холдинг, основанный в 2005 году. Главным редактор и директор — является Роман Андрейко

## Активы
Фирме принадлежат следующие активы:
- Радиостанции Люкс FM, Люкс FM Львов и Радио 24;
- Интернет-газета Zaxid.net;
- Телеканалы 24 и ТРК «Люкс» (Львов);
- Сайты Football24.ua, 24tv.ua, Спорт 24.
- Рекламное агентство «Люкс».

## Финансовые показатели
Согласно отчетам за 2007 год, чистая прибыль ТРК «Люкс» составила 2 760 000 гривен. Из них львовский офис заработал 2 510 000, а киевский — 250 400.
За 2020 год, прибыль АО "Телерадиокомпания Люкс" составила  5 773 000 гривен.

## Владельцы
По состоянию на ноябрь 2013 года, 76,78 % акций принадлежит жене мэра города Львов Андрея Садового Катерине Кит-Садовой, которые были переписаны на её имя после избрания супруга. Совладельцами являются Роман Андрейко (более 13 %) и его жена  Оксана Андрейко (более 10 %). По состоянию на 31 декабря 2015 года распределение акций осталось неизменным.